# V250
V250 также известный как Albatros, — скоростной поезд итальянской компании AnsaldoBreda, разработанный для работы на высокоскоростных линиях в Бельгии и Нидерландах.

## История
Изначально начать эксплуатацию V250 планировали 1 апреля 2007 года, но поезда были доставлены очень поздно, и испытания поезда начались лишь в 2008 году. Первый поезд прибыл в Нидерланды в апреле 2009 года. Несмотря на длительный период строительства, у V250 были выявлены серьёзные конструкторские недостатки, которые устраняли на заводе в Италии.
Серьёзные технические проблемы были вызваны снегом и льдом, во время зимней эксплуатации, привели к приостановке обслуживания поезда от 17 января 2013 года.

## Интерьер

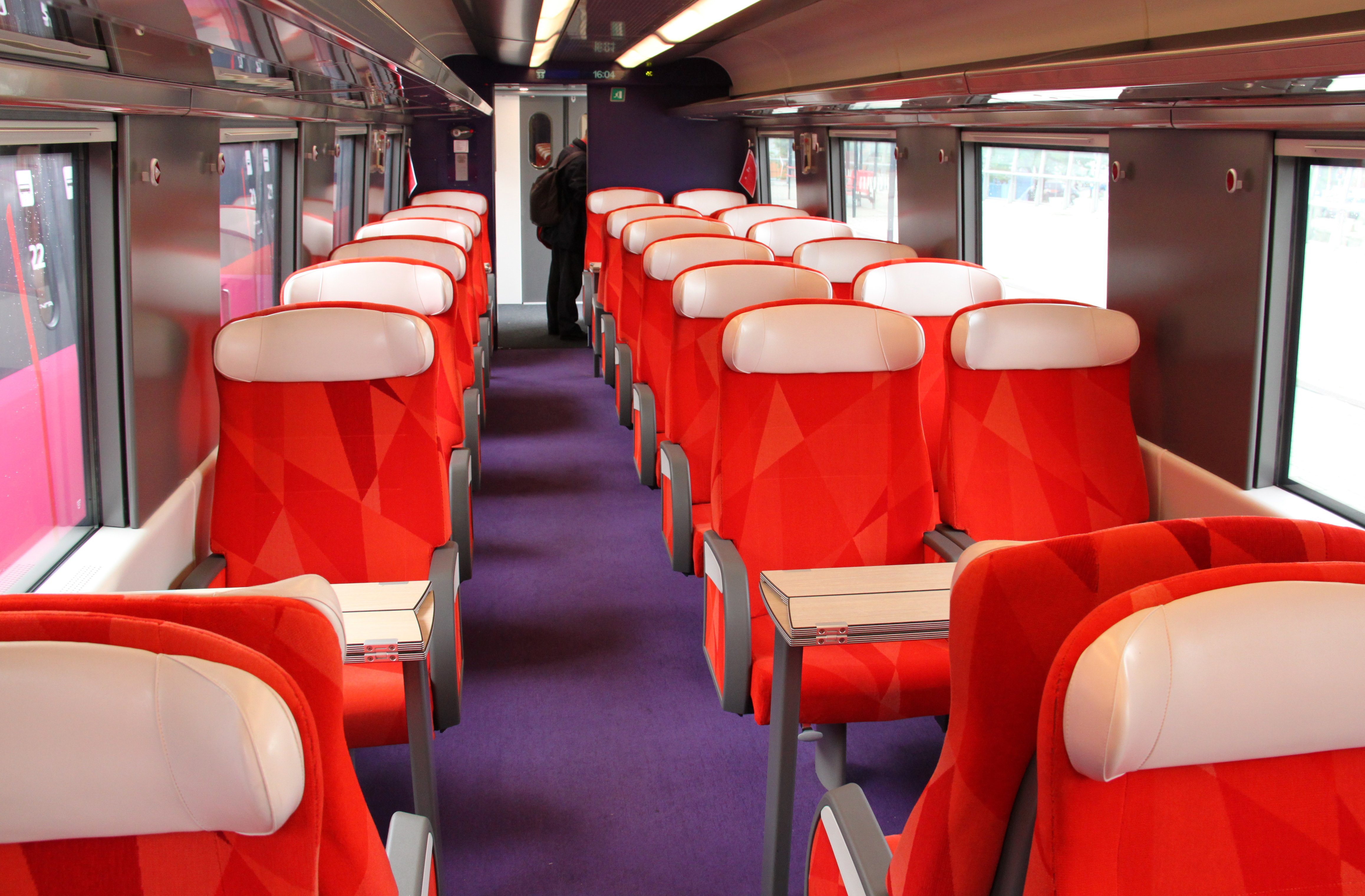
Первый класс
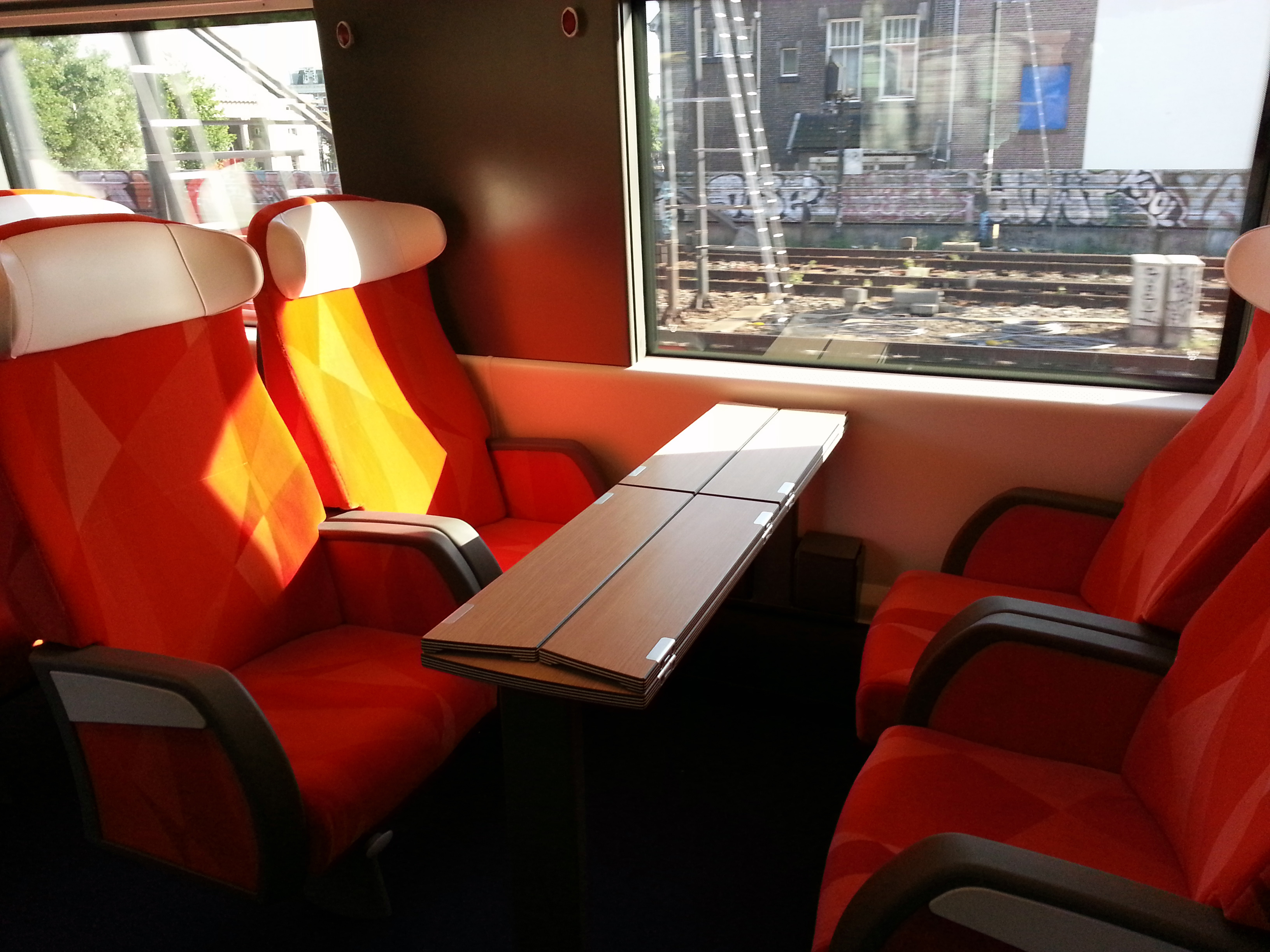
Первый класс
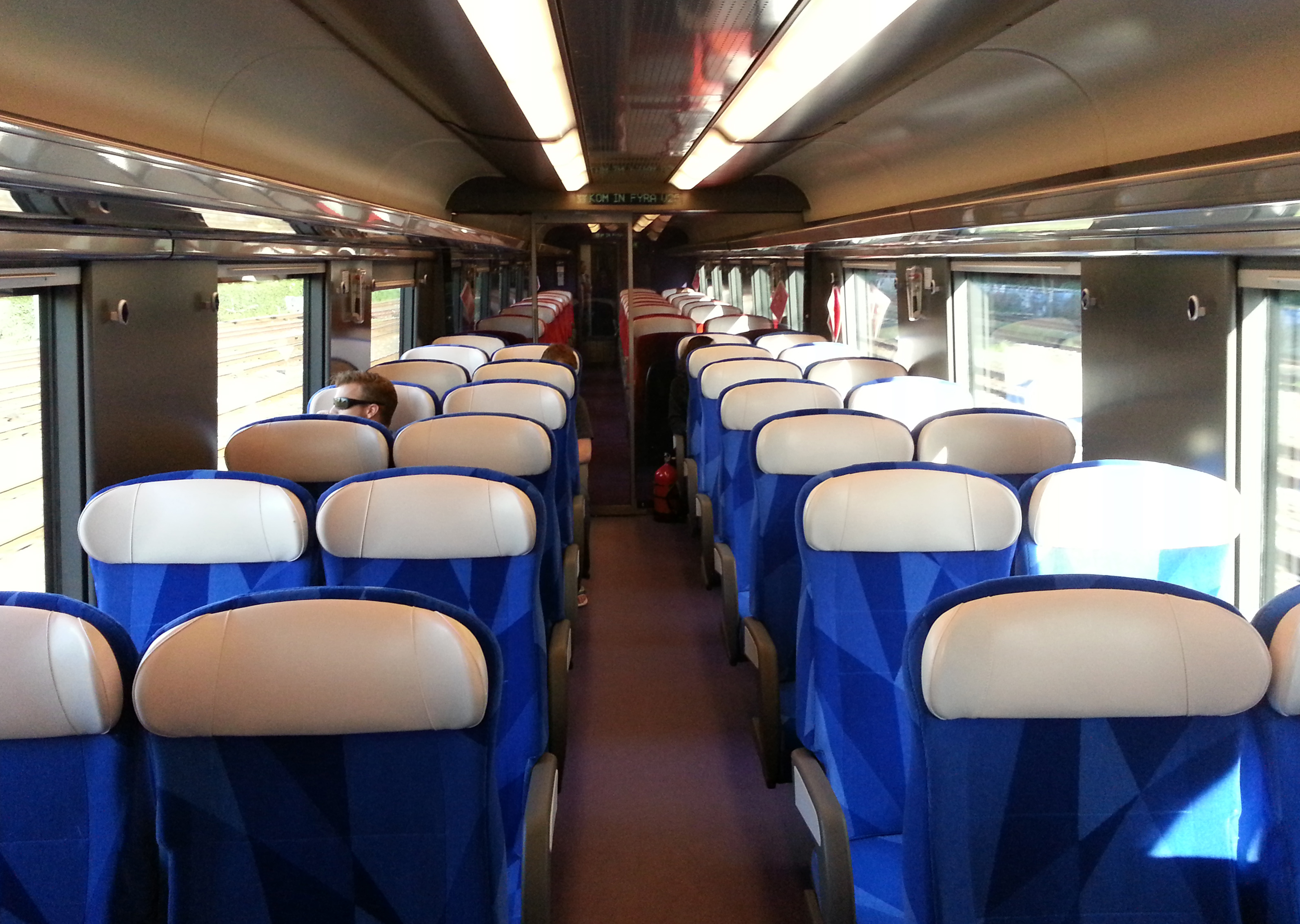
Второй класс
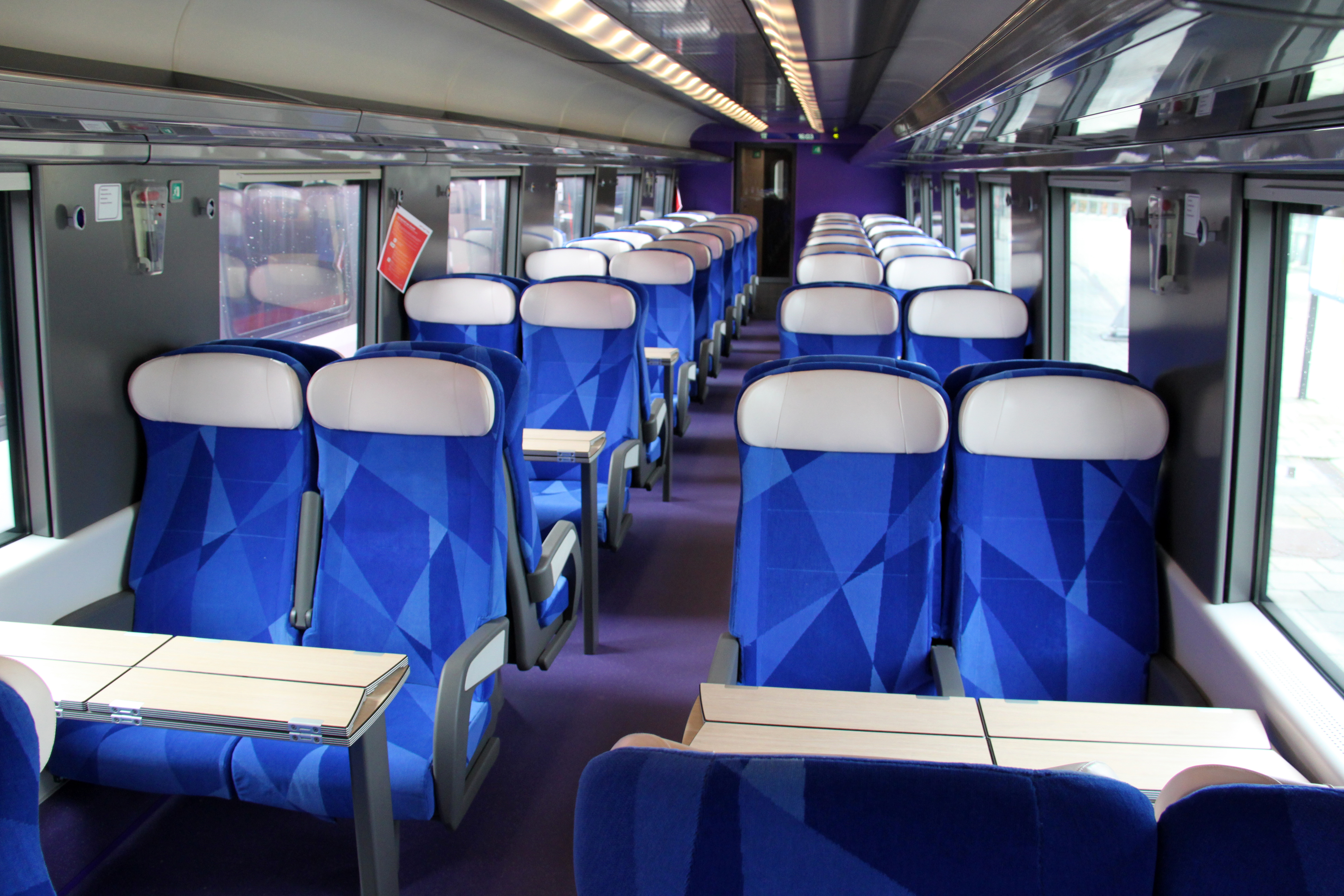
Второй класс
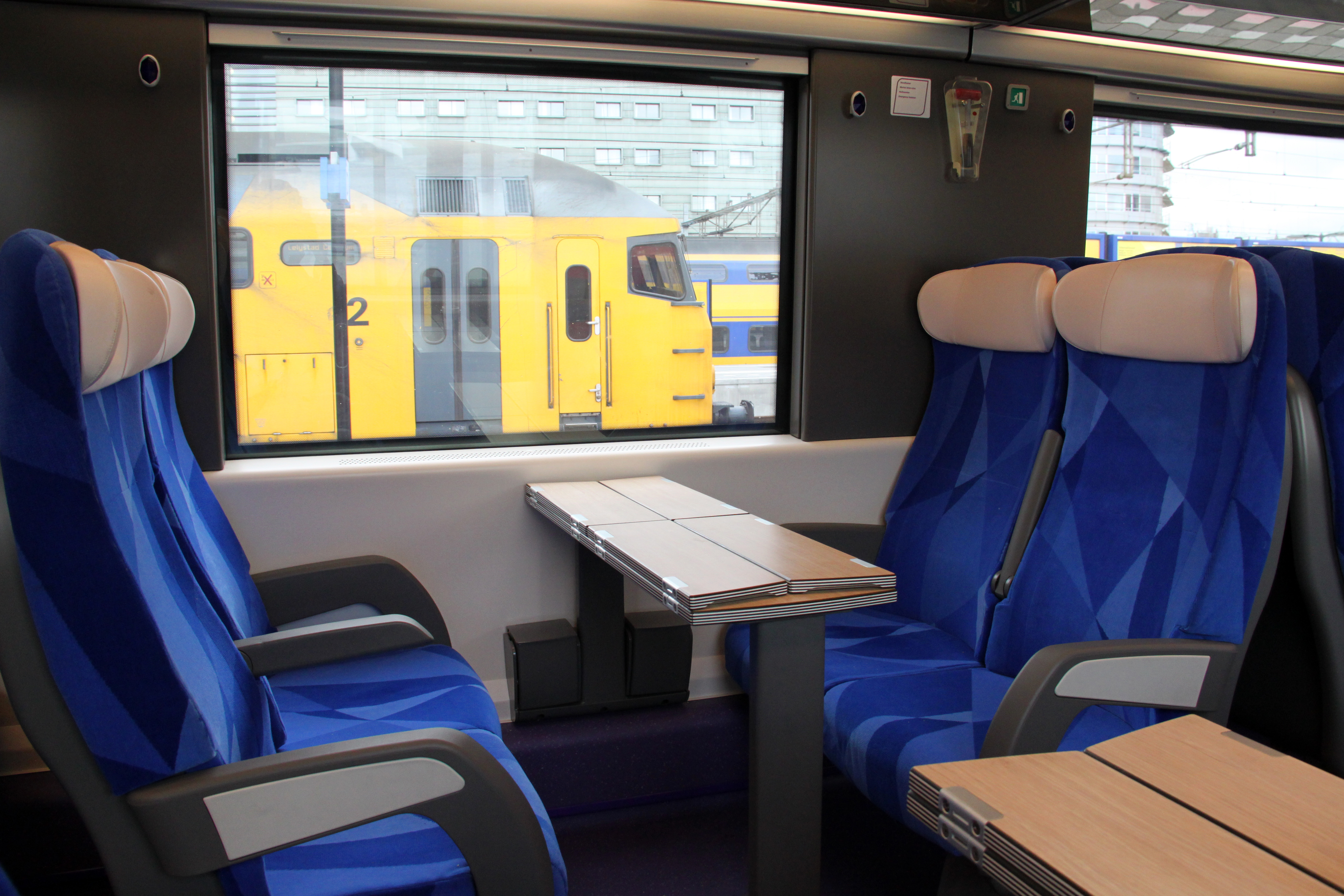
Второй класс
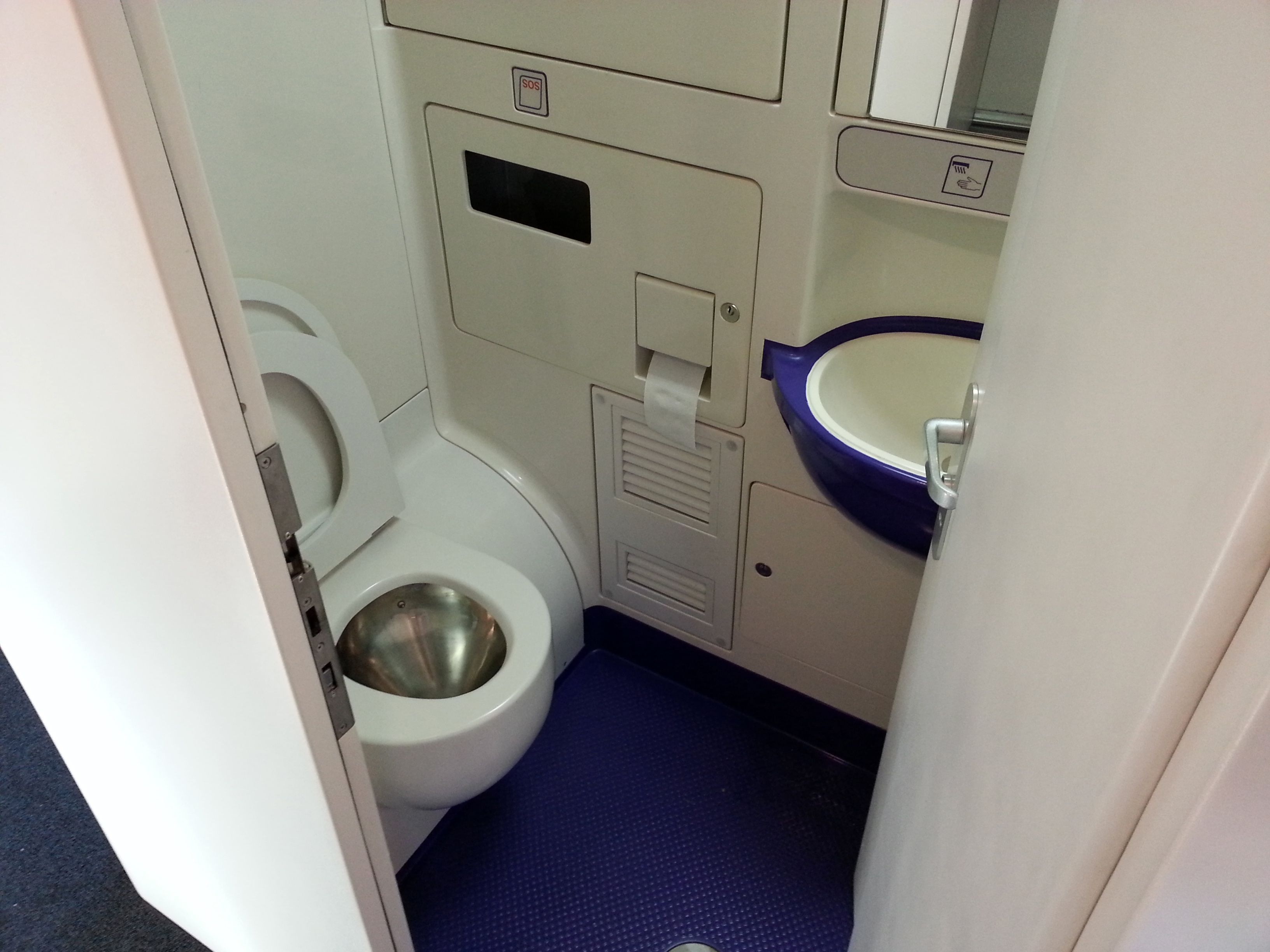
Туалет